# Candigaron
Candigaron is een bestuurslaag in het regentschap Semarang van de provincie Midden-Java, Indonesië. Candigaron telt 4293 inwoners (volkstelling 2010).